# Ataenius nanus
Ataenius nanus är en skalbaggsart som beskrevs av Degeer 1774. Ataenius nanus ingår i släktet Ataenius och familjen Aphodiidae. Inga underarter finns listade.